# 市場リスク
市場リスク（しじょうりすく）、マーケットリスク（Market risk）とは、株式市場や債券市場などの金融・商品市場に投資する際に被らなければいけないリスクを指す。分散投資によって、消去不可能なリスクである。

## 市場リスクの種類
主な市場リスクは以下の通り。
- 価格変動リスク：株価等が変動するリスク。ヘッジ方法として先物取引等がある。
- 金利リスク：金利変動によるリスク。ヘッジ方法として金利スワップなどがある。
- 為替リスク：外国為替レートの変動によるリスク。ヘッジ方法として通貨スワップ、為替予約などがある。